# Евлоги и Христо Георгиеви (булевард в София)
„Евлоги и Христо Георгиеви“ е основен централен булевард в София. Дължината му е около 3 km.
Първоначално е наречен на българския предприемач Евлоги Георгиев. След това известно време е носил името „Адолф Хитлер“ – от сегашния бул. „Янко Сакъзов“ (който тогава е бил преименуван от „Регентска“ на „Виктор Емануил III“) до ул. Гурко, а от ул. Гурко нататък – „Бенито Мусолини“. По-късно частта му източно от Орлов мост е преименувана на „Клемент Готвалд“ , а на останалата част е възстановено предишното име, но след това за известен период от време тя става пък част от бул. „България“. Впоследстие булевардът като цяло получава сегашното си име „Евлоги и Христо Георгиеви“.
Началото си води от пресечката с бул. „Черни връх“ и бул. „Фритьоф Нансен“ в района на НДК, на запад от която се нарича бул. „България“. На изток булевардът свършва непосредствено след пресечката с бул. „Мадрид“ и бул. „Янко Сакъзов“, като минава в две еднопосочни улички, излизащи на натоварения булевард „Ген. Данаил Николаев“.
„Евлоги и Христо Георгиеви“ пресича някои основни пътища в София като бул. „Драган Цанков“ и ул. „Граф Игнатиев“ (които са разположени на едно кръстовище от 2-те му страни) и бул. „Цар Освободител“ и „Цариградско шосе“ при Орлов мост (също на едно кръстовище от двете му страни). Централните софийски улици „Раковски“ и „6-и септември“ също достигат до „Евлоги и Христо Георгиеви“.
На „Евлоги и Христо Георгиеви“ се намират Националният стадион „Васил Левски“, унгарското посолство, 120 ОУ „Георги С. Раковски“, площад „Папа Йоан Павел II“, Софийската гимназия по строителство, геодезия и архитектура (СГСАГ) „Христо Ботев“, Военната академия „Георги Раковски“, Испанската гимназия и Музикалната академия „Панчо Владигеров“. В близост до булеварда се намира и Националната финансово-стопанска гимназия (НФСГ).
На две места бул. „Евлоги и Христо Георгиеви“ се пресича от трамвайни маршрути. Пресичат го и два метродиаметъра, а трети преминава по протежение на булеварда.